# Jordi Bes Ginesta
Jordi Bes Ginesta, més conegut com a Toti Bes (Girona, 12 d'octubre de 1975) és un esquiador i corredor de muntanya català.
Reconegut esportista gironí, amb una passió per l'esport i la muntanya que li ve de família -la seva germana Tina Bes Ginesta també és una destacada esquiadora d'esquí alpi i corredora de muntanya- tot i que mai s'ha dedicat exclusivament a la competició, el seu palmarès inclou el primer lloc de la CCC de l'Ultra-Trail du Mont-Blanc, la 3a posició de la Pikes Peak Marathon a Colorado o la 5a posició de la Kinabalu a Malàisia. En el món de l'esquí de muntanya, ha participat a esdeveniments tant prestigiosos com la Pierra Menta o la Patrouille des Glaciers. Altres reptes aconseguits ha estat la primera posició en la 'Ulratrail Collserola' el 2013, o en les 'Transgavarres' el 2017.